# Aneta Kotnis
Aneta Helena Kotnis (ur. 9 stycznia 1989 w Zawierciu) – polska koszykarka, występująca na pozycji silnej skrzydłowej, wychowanka Wisły Can-Pack Kraków.
11 października 2006 zadebiutowała w PLKK podczas przegranego 64:41 spotkania – Energa Toruń – Arcus SMS Łomianki. 15 października zdobyła swoje pierwsze punkty w ekstraklasie, w przegranej 85:55 konfrontacji z INEĄ AZS-em Poznań.
Od 2018 występująca we włoskiej seri A2.

## Osiągnięcia
Stan na 5 maja 2024, na podstawie, o ile nie zaznaczono inaczej.
Klubowe
- Brązowa medalistka mistrzostw Polski (2009)
- Zdobywczyni:
  - pucharu Polski (2009)
  - superpucharu Polski (2008, 2009)
- Uczestniczka rozgrywek Euroligi (2008/09)
- Uczestniczka rozgrywek EuroCup (2017/18)

Indywidualne
- Liderka strzelczyń mistrzostw Polski juniorek starszych (2009)

Reprezentacja
- Wicemistrzyni Europy U–20 dywizji B (2008)
- Brązowa medalistka mistrzostw Europy U–16 (2005)
- Uczestniczka:
  - uniwersjady (2011 – 15. miejsce)
  - mistrzostw Europy U–18 (2007 – 4. miejsce)